# 秋田県道209号塙川能代線
秋田県道209号塙川能代線（あきたけんどう209ごう はなわかわのしろせん）は、秋田県山本郡八峰町から能代市に至る一般県道である。

## 概要
山本郡八峰町峰浜塙の秋田県道63号常盤峰浜線から南西方向へ分岐し、五能線北能代駅（国道101号交点）へほぼ直線で結ぶ路線である。

### 路線データ
- 総延長 : 4,747 km[2]
- 実延長 : 4,731 km[2]
- 起点 : 秋田県山本郡八峰町峰浜塙字豊前長根113番8地先（峰浜塙交差点、秋田県道63号常盤峰浜線・能代山本広域農道交点）[3]北緯40度16分38.7秒 東経140度4分10.6秒
- 終点 : 秋田県能代市須田字家後川端16番1地先（国道101号交点）[3]北緯40度15分3.4秒 東経140度1分58.4秒
- 未供用区間 : なし[2]

## 歴史
- 1959年（昭和34年）2月17日 - 秋田県道に認定される[3]。
- 2012年（平成24年）4月1日 - 秋田県道63号常盤峰浜線のルートが大幅に変更されたことにともない、山本郡八峰町峰浜塙字豊前長根113番8地先から字豊前長根5番2地先までを県道63号から編入して認定区間とし、起点を山本郡八峰町峰浜塙字豊前長根5番3地先から113番8地先に変更する[4]。

## 路線状況

### 冬期閉鎖区間
- なし[5]

### 交通不能区間
- なし[6]

## 地理

### 通過する自治体
- 山本郡八峰町 - 能代市

### 交差する道路
| 施設名       | 接続路線名                              | 備考 | 所在地                       |
| ------------ | --------------------------------------- | ---- | ---------------------------- |
| 峰浜塙交差点 | 秋田県道63号常盤峰浜線 能代山本広域農道 | 起点 | 山本郡八峰町峰浜塙字豊前長根 |
|              | 国道101号                               | 終点 | 能代市須田字屋敷添           |

### 沿線の施設
- 杉沢台遺跡
- JR東日本 五能線 北能代駅（国道101号経由）